# Iglesia de Nuestra Señora de la Asunción (Utiel)
La iglesia de Nuestra Señora de la Asunción en el municipio de Utiel (Provincia de Valencia) es un edificio religioso construido en la segunda mitad del siglo XV de estilo gótico meridional que se define por la búsqueda de un espacio interior único, de formas rectangulares y cerrado al exterior.
Recientemente restaurada, por el sacerdote Don Agustín Alcaide 

## Descripción
Esta iglesia responde a la tipología de una sola nave con capillas entre contrafuertes interiores.
- Nave central:

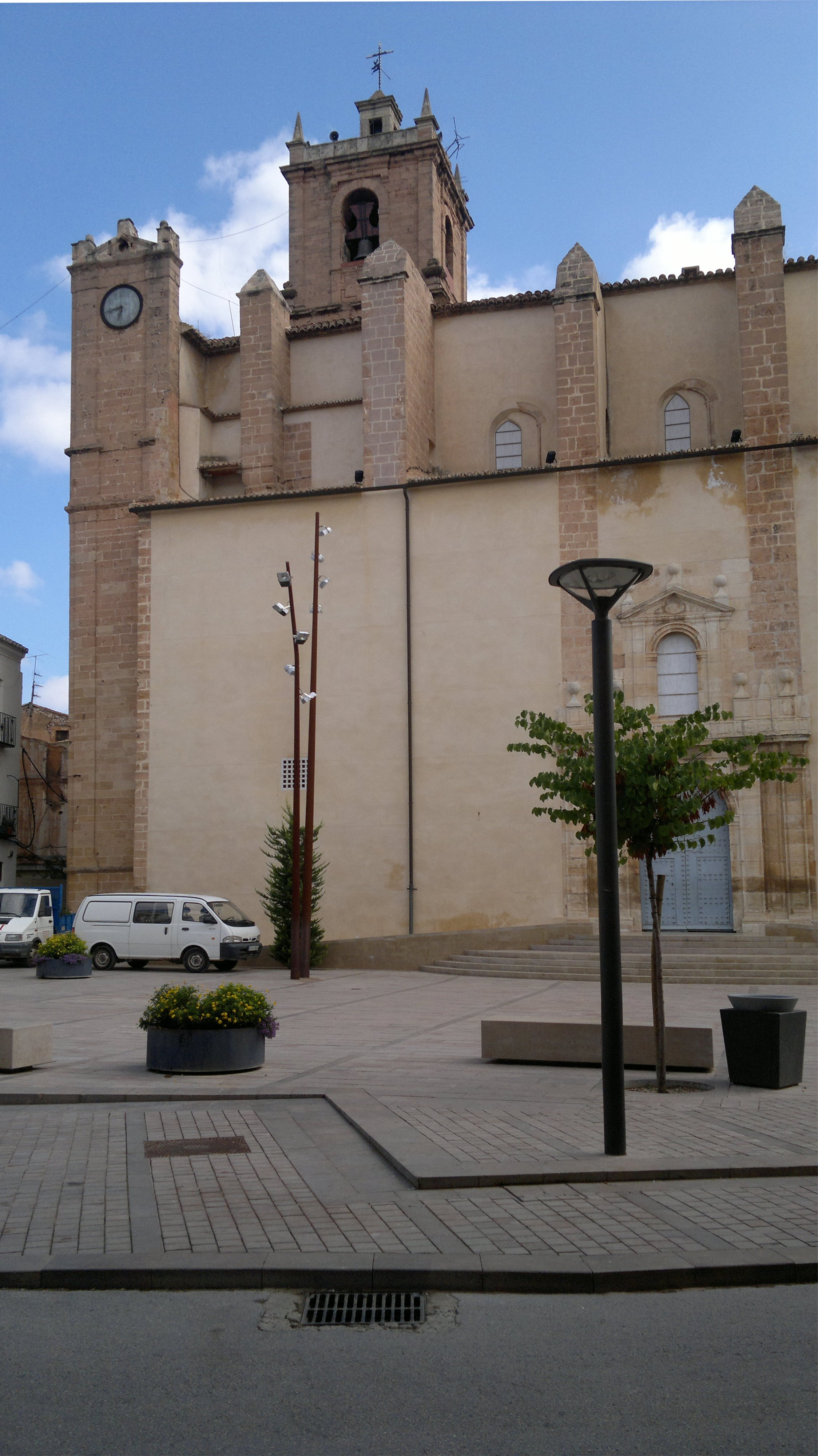
Fachada principal.

Se trata de un espacio rectangular con cinco capillas entre contrafuertes por cada lado y un ábside de cinco lados, ochavado, con capillas de planta poligonal irregular de cuatro y seis lados. La altura de la nave es de 23 metros. El interior está formado por una doble estructura de arcos apuntados situados a dos niveles diferentes. El inferior marca el acceso a las capillas laterales y arranca en ménsulas de los contrafuertes; las dovelas están formadas por sillares de piedra labrada.
El segundo nivel marca el arranque de la estructura de la cubierta, y está formado por pilares torsos de arista viva, adosados a los estribos, que se alzan hasta el arranque de las bóvedas. Estos pilares tienen basas semicirculares adornadas con un baquetón, y capiteles sustentados por dos ángeles tenantes de escudos. De estos capiteles parten, los arcos formeros apuntados de traza más sencilla que los que cierran las capillas y los arcos que configuran la bóveda. 
La bóveda presenta una traza muy singular, ya que los arcos torales son de medio punto en lugar de los usuales apuntados. Todos estos arcos principales de piedra son torsos, excepto el tercero y el sexto, que tienen estrías longitudinales. Estas bóvedas tienen nervaduras transversales, terceletes, que arrancan de la clave del arco perpiaño que separa dichas bóvedas, estas nervaduras transversales no son torsas sino estriadas. 
A los pies de la nave se construyó en el año 1811 el coro alto, sobre tres bóvedas vaídas sustentadas por arcos entre pilastras de capitel jónico enguirnaldado. 
El aspecto interior de la nave ha sufrido varias modificaciones. Después de la guerra civil española se añaden en el lado de la epístola tres grandes ventanas que desfiguran el aspecto y el sistema de iluminación.
- Torre campanario:

De fábrica de sillería, comenzó a construirse en el período de 1564-1568, 40 años después del inicio de las obras de la iglesia Es de planta rectangular y dimensiones 8 x 7 metros y una altura de 45,5 metros. 
La planta de campanas presenta un gran hueco con arco de medio punto en cada una de sus fachadas, y está cubierta con una bóveda de crucería. A la cubierta de ésta se accede a través de una pequeña escalera de caracol. Las esquinas de la torre están apilastradas, siguiendo la misma modulación que el frontis de la fachada principal, y que luego aparece en el giro con la torre del reloj. Estas pilastras aparecen también en el punto medio del campanario hasta la altura de la fachada. 
- Capilla de la comunión y sacristía:

Situadas en un cuerpo edificado de forma rectangular adosado a la iglesia en el lado de la epístola. Este cuerpo pudo haberse construido en dos fases. La primera correspondería a la primitiva capilla de la comunión fechada en 1610; esta primitiva capilla constaba de una nave y tres arcos interiores que soportaban una bóveda y una cubierta de madera, sobre la que se edificó la actual en 1905, de estilo neogótico, de una sola nave y tres bóvedas de crucería con arcos apuntados que dejan entre los contrafuertes tres capillas de escasa profundidad en cada uno de sus lados. 
La segunda fase correspondería a la construcción de la sacristía a finales del siglo XVII. En un principio consistía en un amplio espacio rectangular cubierto por una bóveda plana. Este gran espacio permaneció sin modificaciones hasta mediados de este siglo, en el que se subdividió con la colocación de un forjado intermedio.
Acabada guerra civil de 1936-1939, se trató de dotar a la iglesia de, al menos parte de sus antiguas imágenes y así se adquirieron de nuevo algunas como la de San José, que lo fue en el año de 1952, preciosa talla de 1,80 m de altura, obra del escultor valenciano José Justo.